# Berrós Jussà
Berrós Jussà és un poble del terme municipal de la Guingueta d'Àneu, a la comarca del Pallars Sobirà. Antigament formava part del terme de Jou.
Està situat a l'esquerra de la Noguera Pallaresa, a la dreta del Torrent de Berrós i a llevant del Pantà de la Torrassa. És a l'extrem sud-oriental del que fou municipi de Jou.
Berrós Jussà té l'església parroquial de Sant Jaume.

## Etimologia
Segons Joan Coromines, Berrós és un dels molts topònims pirinencs d'origen basc. Està format per dos ètims: berro (esbarzer, tanca o lloc humit o llaurat de nou...) i untze (indret). Del primitiu Berrauntza es passa a Berrós. Indret d'esbarzers o indret humit podrien ser les interpretacions del nom d'aquest poble.
La segona part del topònim es deu al fet de ser el de més avall dels dos pobles del mateix nom (o dels dos nuclis del mateix poble). Jussà és un adjectiu català antic derivat de jus (sota) amb el significat d'inferior (en altitud).

## Geografia

### El poble de Berrós Jussà

#### Les cases del poble[2]
| - L'Estudi - Casa Gassia - Casa Jaume - Casa Jan - Matella | - Casa Llorencet - Casa Llorenç jove / Casa Clara - Casa Llorenç vell - Casa Capó - Brescalle | - Casa Moreig - Casa Pere Pau - Casa Pericó - Casa Clara - Casa Bernat | - La Rectoria - Casa Xamairac - Casa Surp - Casa Poblador - Casa Querol-Ill - Casa Àngels |

## Història

### Època moderna
En el fogatge del 1553, Berros (no diferencia Jussà de Sobirà) declara 4 focs laics i 1 d'eclesiàstic (uns 25 habitants).

### Edat contemporània
Pascual Madoz dedica un article del seu Diccionario geográfico... a Berros-Jossa. Hi diu que és una localitat amb ajuntament situada a la Vall d'Àneu, en una petita vall envoltada de muntanyes molt altes. El clima és fred i ben ventilat, i s'hi pateixen pulmonies i reumes. Tenia en aquell moment 6 cases i l'església parroquial de Sant Jaume, que té com a annexa la de Berrós Sobirà. Hi ha diverses fonts amb aigües fortes, com és comú al país. Les terres són fluixes i pedregoses, amb muntanyes molt altes a l'entorn, algunes poblades d'avets, les altres despoblades. S'hi collia blat, sègol, ordi, fenc, patates i fruites. S'hi criava tota mena de bestiar, i hi havia caça de llebres, alguns ossos i perdius. S'hi pesquen excel·lents i exquisides truites. Comptava amb 7 veïns (caps de casa) i 42 ànimes (habitants).

## Demografia
L'any 2024, el poble de Berrós Jussà tenia 19 habitants, 9 dones i 10 homes. 15 dels quals vivien al nucli i 4 al disseminat.
|       | 1991 | 2000 | 2005 | 2010 | 2015 | 2020 | 2023 | 2024 |
| ----- | ---- | ---- | ---- | ---- | ---- | ---- | ---- | ---- |
| Homes | 5    | 9    | 15   | 18   | 13   | 10   | 11   | 10   |
| Dones | 9    | 10   | 9    | 16   | 10   | 10   | 10   | 9    |
| Total | 14   | 19   | 24   | 34   | 23   | 20   | 21   | 19   |

## Festa Major
La Festa Major es celebra sempre l'últim cap de setmana de juliol, ja que la seva festivitat és Sant Jaume, el 25 de juliol.